# Leberecht Maaß

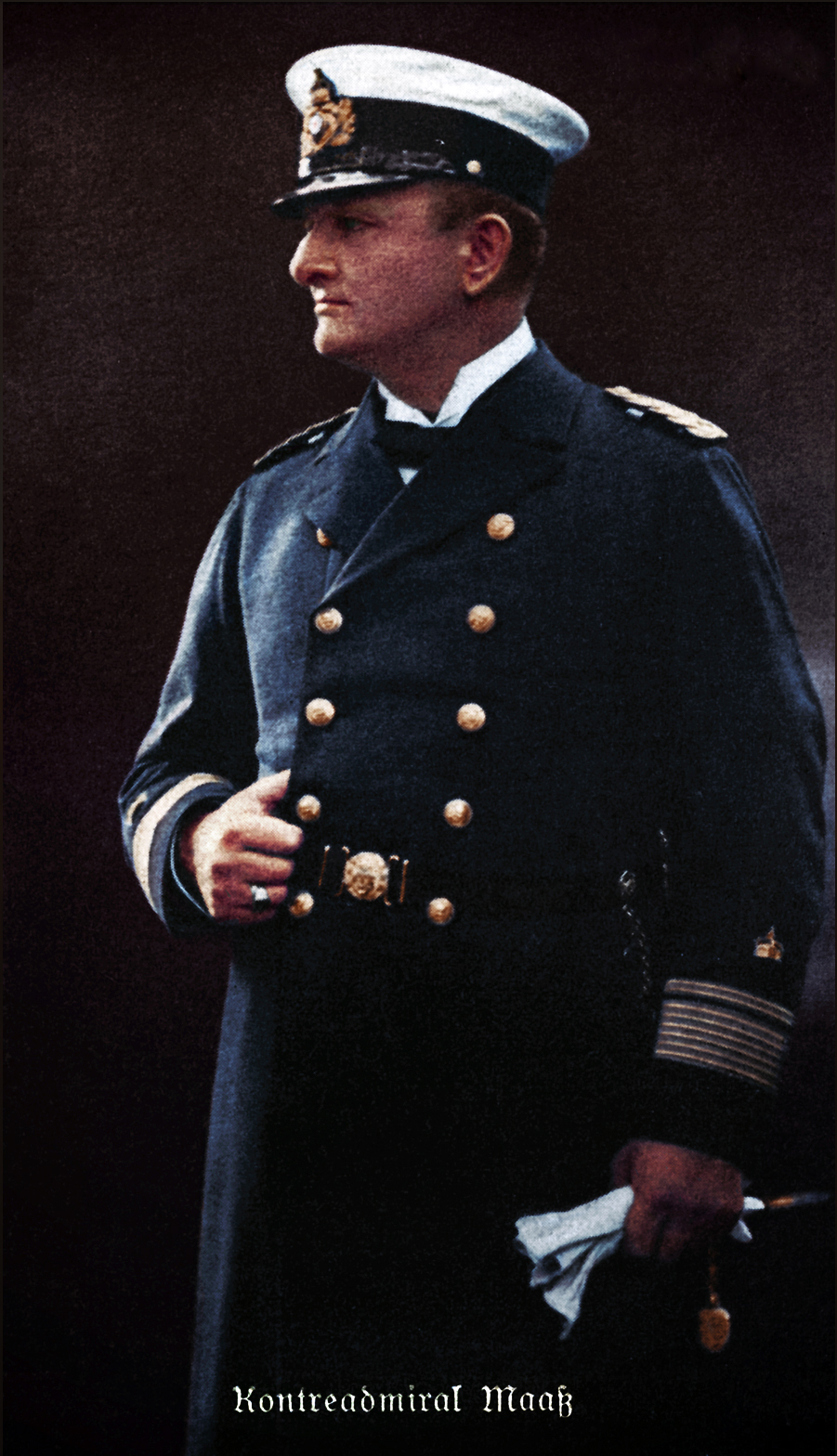
Leberecht Maaß

Leberecht Maaß (* 24. November 1863 in Korkenhagen; † 28. August 1914 bei Helgoland) war ein deutscher Marineoffizier der Kaiserlichen Marine. Er fiel 1914 als Konteradmiral im Seegefecht bei Helgoland.

## Leben
Maaß trat am 16. April 1883 als Kadett in die Kaiserliche Marine ein. In den Jahren 1893 bis 1895 war er Torpedobootskommandant, 1898 bis 1901 Flottillenchef und 1903 bis 1906 Abteilungskommandeur in der Torpedowaffe.
Von Oktober 1906 bis zum März 1908 war er Direktor der Marineakademie- und -schule in Kiel. Am 7. März 1908 wurde er zum Kapitän zur See befördert. Von April 1908 bis März 1909 war er Kommandant des Großen Kreuzers Freya, von März 1909 bis Juni 1910 des Großen Kreuzers Scharnhorst und von August 1910 bis September 1910 des Linienschiffs Weißenburg, welches anschließend an das osmanische Reich verkauft wurde.
Im Oktober 1910 wurde er zum Kommandeur der II. Werftdivision ernannt. Von September 1913 bis Februar 1914 war er Dritter Admiral der Aufklärungsschiffe an Bord des Kleinen Kreuzers Cöln. Dabei erhielt er am 9. Dezember 1913 seine Beförderung zum Konteradmiral. Mit Wirkung vom 1. März 1914 wurde Maaß Zweiter Admiral der Aufklärungsschiffe, ohne dass sich dadurch sein Aufgabenbereich wesentlich veränderte.
Mit Ausbruch des Ersten Weltkrieges fungierte Maaß zusätzlich als I. Führer der Torpedoboote und war damit auch Führer der II. Aufklärungsgruppe. Mit seinem Flaggschiff Cöln lag er vom 1. bis 7. August auf Schillig-Reede. Am 12. und 15. August unternahm er Vorstöße in die Nordsee.
Maaß fiel im Seegefecht bei Helgoland am 28. August 1914. Die sogenannte „Harwich Force“ der Royal Navy, bestehend aus den Leichten Kreuzern Arethusa und Fearless sowie 31 Zerstörern unter dem Befehl von Commodore Reginald Tyrwhitt, griff am frühen Morgen des 28. August die deutschen Sicherungskräfte im Raum Helgoland an und versenkte das Torpedoboot V 187. Mit den Schlachtkreuzern New Zealand und Invincible und drei Kleinen Kreuzern stand der britische Vizeadmiral David Beatty, 1. Earl Beatty zum Schutz der Harwich Force etwa 25 Seemeilen nördlich. Zur Abwehr Tyrwhitts kamen erst die Kleinen Kreuzer Frauenlob und Stettin, bald darauf vier weitere Kleine Kreuzer unter dem Befehl von Konteradmiral Maaß auf der Cöln. Tyrwhitts Kreuzer waren sehr bald in Schwierigkeiten, und die Arethusa wurde durch Artilleriefeuer schwer beschädigt. Von Tyrwhitt zu Hilfe gerufen, erschienen dann aber gegen 12.40 Uhr Beattys Schlachtkreuzer und versenkten die drei sich verzweifelt wehrenden Kleinen Kreuzer Mainz, Cöln und Ariadne. Im Alter von 51 Jahren ging Maaß mit der Cöln unter.

## Ehrungen

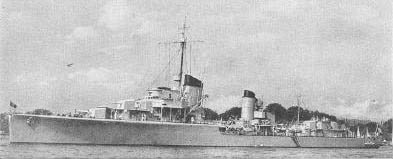
Z 1 Leberecht Maass

- Roter Adlerorden III. Klasse mit der Schleife und mit Krone[1]
- Kronenorden II. Klasse[1]
- Dienstauszeichnungskreuz[1]
- Ritter des Ordens der Krone von Italien[1]
- Ritter I. Klasse des Sankt-Olav-Ordens[1]
- Komtur II. Klasse des Schwertordens[1]
- Osmanje-Orden II. Klasse[1]
- Benennung der Maaß-Kaserne der Torpedostation in Mürwik
- Benennung des Zerstörers Z 1 Leberecht Maass